# Ri Hyang-ok
Ri Hyang-ok, född 18 december 1977,  är en nordkoreansk fotbollsspelare och fotbollsdomare, som spelade världsmästerskapet i fotboll för damer 1999, 2003 och dömde matcher i VM 2015.